# Boasjögölen (Tvings socken, Blekinge)
Boasjögölen är en sjö i Karlskrona kommun i Blekinge och ingår i Nättrabyåns huvudavrinningsområde.